# Sheer Heart Attack
| 전문가 평가                   | 전문가 평가 |
| 평가 점수                     | 평가 점수   |
| 출처                          | 점수        |
| ----------------------------- | ----------- |
| AllMusic                      | [ 1 ]       |
| Backseat Mafia                | 8.5/10      |
| Classic Rock                  | [ 3 ]       |
| The Daily Vault               | B+          |
| Encyclopedia of Popular Music | [ 5 ]       |
| Pitchfork                     | 9/10        |
| PopMatters                    | 8/10        |
| Q                             | [ 8 ]       |
| Record Collector              | [ 8 ]       |
| Uncut                         | [ 8 ]       |

《Sheer Heart Attack》은 1974년 11월 8일, 영국의 EMI 레코드와 미국의 엘렉트라 레코드에 의해 발매된 영국의 록 밴드 퀸의 세 번째 스튜디오 음반이다. 그들의 첫 두 음반에 수록된 프로그레시브 주제에서 발췌한 이 음반은 더 전통적인 록 트랙을 특징으로 하고 "클래식" 퀸 사운드를 향한 발걸음을 내디뎠다. 그 음반은 밴드와 로이 토머스 베이커에 의해 제작되었고 영국과 전 세계에서 퀸을 주류로 만들었다.
이 음반의 첫 번째 싱글 음반인 〈Killer Queen〉은 영국 차트에서 2위에 올랐고 빌보드 싱글 차트에서 12위를 차지하며 미국에서 그들의 첫 번째 톱 20 히트곡을 제공했다. 《Sheer Heart Attack》은 1975년에 12위를 차지하며 미국 톱 20을 기록한 첫 번째 퀸 음반이었다. 이 음반은 "뛰어난 하드 록 기타 트랙"을 많이 포함하고 있는 것으로 인정받았다. 돌이켜 보면, 이 음반은 여러 출판사에서 이 밴드의 최고 작품 중 하나로 선정되었으며 필수적인 글램 록 음반으로 여겨져 왔다.

## 2011년 재발행
2010년 11월 8일 음반회사 유니버설 뮤직은 2011년 5월에 발매 예정인 음반의 재발행을 재조명하고 확대한다고 발표했다. 이것은 퀸과 유니버설 뮤직 사이의 새로운 음반 계약의 일부로서, EMI 레코드와 퀸의 연관성이 거의 40년 후에 끝날 것이라는 것을 의미했다. 퀸의 스튜디오 카탈로그는 모두 2011년에 재발행되었다.

## 투어
1974년 10월 30일부터 1975년 5월 1일까지 이 음반은 투어에서 홍보되었다. 투어는 3개의 다리와 77개의 개인 쇼로 구성되었으며, 밴드의 첫 월드 투어였다.
조연 밴드는 스틱스, 캔자스, 허슬러, 마호가니 러시로 구성되어 있었다.

## 곡 목록
언급하지 않는 한 모든 리드 보컬은 프레디 머큐리이다.
| #  | 제목                   | 작사·작곡     | 리드 보컬     | 재생 시간 |
| -- | ---------------------- | ------------- | ------------- | --------- |
| 1. | 〈Brighton Rock〉      | 브라이언 메이 | 머큐리와 메이 | 5:08      |
| 2. | 〈Killer Queen〉       | 프레디 머큐리 |               | 3:01      |
| 3. | 〈Tenement Funster〉   | 로저 테일러   | 테일러        | 2:48      |
| 4. | 〈Flick of the Wrist〉 | 머큐리        |               | 3:19      |
| 5. | 〈Lily of the Valley〉 | 머큐리        |               | 1:43      |
| 6. | 〈Now I'm Here〉       | 메이          |               | 4:10      |

| #   | 제목                                         | 작사·작곡                     | 리드 보컬 | 재생 시간 |
| --- | -------------------------------------------- | ----------------------------- | --------- | --------- |
| 7.  | 〈In the Lap of the Gods〉                   | 머큐리                        |           | 3:20      |
| 8.  | 〈Stone Cold Crazy〉                         | 머큐리, 메이, 테일러, 존 디콘 |           | 2:12      |
| 9.  | 〈Dear Friends〉                             | 메이                          |           | 1:07      |
| 10. | 〈Misfire〉                                  | 디콘                          |           | 1:50      |
| 11. | 〈Bring Back That Leroy Brown〉              | 머큐리                        |           | 2:13      |
| 12. | 〈She Makes Me (Stormtrooper in Stilettos)〉 | 메이                          | 메이      | 4:08      |
| 13. | 〈In the Lap of the Gods... Revisited〉      | 머큐리                        |           | 3:42      |

## 인증
| 국가                                                  | 인증     | 판매량/출하량 |
| ----------------------------------------------------- | -------- | ------------- |
| 일본 (RIAJ)                                           | 골드     | 100,000^      |
| 폴란드 (ZPAV) 2008 Agora SA album reissue             | 플래티넘 | 20,000*       |
| 영국 (BPI)                                            | 플래티넘 | 300,000^      |
| 미국 (RIAA)                                           | 골드     | 500,000^      |
| *판매량을 기반으로 한 인증 ^출하량을 기반으로 한 인증 |          |               |